# 国公立大学
国公立大学（こっこうりつだいがく）とは、国立大学と公立大学の双方を含めた意味の用語である。
国、国立大学法人、地方公共団体や公立大学法人などによって公共予算で設けられる大学のことであり、私立大学の対になる概念である。ただし国立大学が相対的には全国的性格を志向しているのに対して、公立大学は地域とのかかわりを重視しているという点において、国立大学と公立大学のそれぞれの役割は厳密な意味で異なる。
2021年5月1日現在で、日本には大学が803校存在するが、そのうち、私立大学は619校（約77%）存在するのに対して、国立大学は86校（約11%）、公立大学は98校（約12%）存在する。また、同日現在の在学者数は、日本全体では2,918,318人いるが、そのうち、私立大学には2,160,419人（約74%）在籍するのに対して、国立大学には597,462人（約20%）、公立大学には160,437人（約6%）在籍する。